# Мілфорд Тауншип (округ Сомерсет, Пенсільванія)
Мілфорд Тауншип (англ. Milford Township) — селище (англ. township) в США, в окрузі Сомерсет штату Пенсільванія. Населення — 1490 осіб (2020).

## Демографія
Згідно з переписом 2010 року, у селищі мешкали 1553 особи в 635 домогосподарствах у складі 458 родин. Було 717 помешкань
Расовий склад населення:
| - 98,8 % — білих - 0,2 % — азіатів - 0,1 % — вихідців з тихоокеанських островів - 0,1 % — корінних американців - 0,1 % — чорних або афроамериканців |

До двох чи більше рас належало 0,5 %. Частка іспаномовних становила 0,7 % від усіх жителів.
За віковим діапазоном населення розподілялося таким чином: 19,3 % — особи молодші 18 років, 63,2 % — особи у віці 18—64 років, 17,5 % — особи у віці 65 років та старші. Медіана віку мешканця становила 45,8 року. На 100 осіб жіночої статі у селищі припадало 100,1 чоловіків;  на 100 жінок у віці від 18 років та старших — 99,7 чоловіків також старших 18 років.
Середній дохід на одне домашнє господарство  становив 71 379 доларів США (медіана — 60 625), а середній дохід на одну сім'ю — 81 651 долар (медіана — 74 028). Медіана доходів становила 44 479 доларів для чоловіків та 35 125 доларів для жінок. За межею бідності перебувало 6,3 % осіб, у тому числі 6,2 % дітей у віці до 18 років та 9,1 % осіб у віці 65 років та старших.
Цивільне працевлаштоване населення становило 810 осіб. Основні галузі зайнятості: освіта, охорона здоров'я та соціальна допомога — 21,1 %, мистецтво, розваги та відпочинок — 13,7 %, транспорт — 8,5 %, сільське господарство, лісництво, риболовля — 8,3 %.